# 笠井寛司
笠井 寛司（かさい かんじ、1933年11月2日 - 2002年2月2日）は日本の女性器学者、産婦人科医。元滋賀医科大学助教授。

## 経歴
京都市左京区岡崎生まれ。京都大学医学部薬学科を経て、1961年(昭和36年）医学科を卒業。1966年に京都大学大学院医学研究科博士課程修了。1968年に医学博士号を取得。1969年より日本バプテスト病院産婦人科に勤務。その後、1976年に滋賀医科大学助教授となる。組織内分泌学の研究と解剖学的体型要素を分析した。女性のセックス（女性問題）と女性器研究と女性の性行動に実態調査を行った。

## 女性器研究
1990年から第10回日本性科学学会の学会長を務めた。組織内分泌学の研究と、生物学・老化・医学・哲学・ジェンダーの観点から女性の性器研究、男性経験など性行動の実態調査、女性器とは何かの性問題などを追及した。
1995年に日本で初めて世界性科学学会が開催され女性器研究が盛んになった頃、笠井は『日本女性の外性器の統計学的形態論』をフリープレス社から出版した。この女性器事典は日本人女性8530人の外性器を30年かけて観察・撮影し、陰核（クリトリス）・陰毛の生え方や濃さや形式や色、小陰唇・大陰唇の形や大きさや生え方や膣入口の位置などを年齢・出産経験・性体験・体重・身長で比較して、さらに肌に色と色素沈着の度合いなどの相関関係を解明した女性器事典である。豊富な資料写真と独自の研究は、海外の研究者から高い評価を受けた。
しかし、女性器の資料写真が猥褻文書販売に当たるとして市民団体が検察に告発状を提出する（のちに不起訴処分。検察審査会が不起訴処分不当と議決するも再度不起訴処分となる）など人権団体や女性運動家との軋轢が生じた。さらに写真撮影が患者の同意がないものであり女性の尊厳を傷つけたとして、社団法人自由人権協会が「笠井元助教授は、患者として来院した女性の外性器を無断撮影し、かつその同意を得ることなく、その写真をおよそ学術書とはいえない内容で出版したことにより、医療を求める女性を不安に陥れ、女性の尊厳を傷つけた。よって笠井元助教授はそのことを率直に反省し、責任を明らかにすべきである」とする厳しい非難声明を発表した。それに対し、笠井は医学上重要だと反論していた。
1996年に滋賀医科大学から訓告処分を受け、その後大学を依願退職して性科学者として活動した。2002年2月2日に食道動脈破裂で急死した。享年69。

## 主張
- 中絶などで生命を操作するのは怠慢である[7]。
- 精子の冷凍凍結は100年後・200年後の親子関係ができる危険性がある[8]。
- 精子ドナーや卵子ドナーなどの不妊治療がヒトラーの優生思想につながる[9]。
- 男女の産み分けは親のエゴイズムであり、親が自然に選ぶべき[10]。
- 不妊症は生物的には自然な現象でもあり、不妊が病気にあたるか自分には疑問である[11]。
- 男性は歯→目→男性器の順番で老化する[12]。
- 身長のスパートと呼ばれる身長が伸びる時期に、女子の月経が開始して、未成年の少年や少女に陰毛が生えてくる[13]。

## 著書
- 『名器の科学―3200人の精密測定データが解明!』（ごま書房、1985年2月）
- 『ヒップと“女性”の科学』（講談社、1986年2月）
- 『女が歓ぶ房中術入門―中国・王侯貴族だけに伝えられた性の奥義』（ごま書房、1987年12月）
- 『前戯の技術―古代インド性典に隠されていた性の奥義』（ごま書房、1988年8月）
- 『女の具合い―よく歩く女は感度がいい』（ごま書房、1991年11月）
- 『名器の研究―8000人の最新データから解明された女性器の性反応』（ポケットブック社、1992年3月）
- 『Vの本―ヴァギナの研究 よく歩く女には“名器”が多い』（ポケットブック社、1995年8月）
- 『日本女性の外性器―統計学的形態論』（日本性科学大系 1）（フリープレスサービス、1995年9月、増補改訂版2004年9月）
- 『笠井博士のエクスタシー体位566』（ポケットブック社、1996年10月）
- 『幸せの性革命』（小学館、1996年12月、文庫2000年7月）
- 『両親が教えてくれない男のからだ・女のからだ』（フリープレス、2007年5月）